# برآورد با کمینه فاصله
برآورد با کمینه فاصله روشی آماری برای اختصاص دادن یک مدل ریاضی به داده، معمولاً توزیع نمونه‌ای است.

## تعریف
فرض کنید {\displaystyle \displaystyle X_{1},\ldots ,X_{n}} یک نمونه تصادفی مستقل و با توزیع یکسان از یک جامعه آماری با تابع توزیع تجمعی {\displaystyle F(x;\theta )\colon \theta \in \Theta } و {\displaystyle \Theta \subseteq \mathbb {R} ^{k}(k\geq 1)} باشد.
فرض کنید {\displaystyle \displaystyle F_{n}(x)} یک تابع توزیع نمونه‌ای برپایه نمونه باشد.
فرض کنید {\displaystyle {\hat {\theta }}} یک برآوردگر برای {\displaystyle \displaystyle \theta } باشد. سپس {\displaystyle F(x;{\hat {\theta }})} یک برآوردگر برای {\displaystyle \displaystyle F(x;\theta )} است.
فرض کنید {\displaystyle d[\cdot ,\cdot ]} یک تابعک عودت اندازه مجموع «فاصله» بین دو استدلال باشد. {\displaystyle \displaystyle d} تابعک نیز تابع معیار نام دارد.
اگر آن‌جا یک {\displaystyle {\hat {\theta }}\in \Theta } وجود داشته باشد که در آن {\displaystyle d[F(x;{\hat {\theta }}),F_{n}(x)]=\inf\{d[F(x;\theta ),F_{n}(x)];\theta \in \Theta \}}، سپس {\displaystyle {\hat {\theta }}} را برآورد با کمینه فاصله {\displaystyle \displaystyle \theta } گویند.